# Ferdinandovac
Ferdinandovac (maďarsky Décseszentpál) je vesnice a správní středisko stejnojmenné opčiny v Chorvatsku v Koprivnicko-križevecké župě. Nachází se blízko maďarských hranic, asi 7 km severovýchodně od Đurđevace a asi 34 km jihovýchodně od Koprivnice. V roce 2011 žilo ve Ferdinandovaci 1 676 obyvatel, v celé opčině pak 1 750 obyvatel.
Součástí opčiny jsou celkem 2 trvale obydlené vesnice.
- Brodić – 74 obyvatel
- Ferdinandovac – 1 676 obyvatel

Dříve byla součástí opčiny i zaniklá vesnice Lijepa Greda.
Vesnicí procházejí silnice Ž2185 a Ž2214. Blízko prochází řeka Dráva, na druhé straně se nachází maďarská vesnice Vízvár.